# Tetraplegie
Tetraplegie of quadriplegie is een toestand waarbij alle vier de ledematen verlamd zijn. Meestal bestaat er dan een onderbreking van het ruggenmerg ter hoogte van de bovenste helft van de nekwervelkolom (boven c3-c4). Dit kan onder andere optreden door een mechanisch letsel (gebroken nek, bijvoorbeeld ten gevolge van duiken in ondiep water) of door compressie van het ruggenmerg door een tumor, ischemisch letsel door een infarct of door myelitis transversa, een ontsteking van de zenuwen van het ruggenmerg.
Is de verlamming niet volledig, dan spreekt men van tetraparese.